# Hrvaški nogometni pokal
Hrvaški nogometni pokal (hrvaško Hrvatski nogometni kup) je drugo najpomembnejše letno nogometno tekmovanje na Hrvaškem.

## Zmagovalci
| Sezona | Prvak                              |
| ------ | ---------------------------------- |
| 1992   | NK INKER Zaprešić (Inter Zaprešić) |
| 1993   | HNK Hajduk Split                   |
| 1994   | NK Croatia Zagreb (Dinamo Zagreb)  |
| 1995   | Hajduk Split                       |
| 1996   | NK Croatia Zagreb (Dinamo Zagreb)  |
| 1997   | NK Croatia Zagreb (Dinamo Zagreb)  |
| 1998   | NK Croatia Zagreb (Dinamo Zagreb)  |
| 1999   | NK Osijek                          |
| 2000   | HNK Hajduk Split                   |
| 2001   | GNK Dinamo Zagreb                  |
| 2002   | GNK Dinamo Zagreb                  |
| 2003   | HNK Hajduk Split                   |
| 2004   | GNK Dinamo Zagreb                  |
| 2005   | NK Rijeka                          |
| 2006   | NK Rijeka                          |
| 2007   | GNK Dinamo Zagreb                  |
| 2008   | GNK Dinamo Zagreb                  |
| 2009   | GNK Dinamo Zagreb                  |
| 2010   | HNK Hajduk Split                   |
| 2011   | GNK Dinamo Zagreb                  |
| 2012   | GNK Dinamo Zagreb                  |
| 2013   | HNK Hajduk Split                   |
| 2014   | NK Rijeka                          |
| 2015   | GNK Dinamo Zagreb                  |
| 2016   | GNK Dinamo Zagreb                  |
| 2017   | NK Rijeka                          |
| 2018   | GNK Dinamo Zagreb                  |
| 2019   | NK Rijeka                          |
| 2020   | NK Rijeka                          |
| 2021   | GNK Dinamo Zagreb                  |
| 2022   | HNK Hajduk Split                   |